# カラフル×メロディ
『カラフル×メロディ』は、音声合成ソフト・初音ミクと鏡音リン歌唱のVOCALOID楽曲を収録したシングル。2011年3月9日、日本のMOERのユニット・ちーむMOERによって制作・発売された。

## 概要
PlayStation Portable専用ソフト『初音ミク -Project DIVA- 2nd』に収録されている「カラフル×メロディ」をシングル化した。また、カップリングとして、書き下ろし曲「カラフル×セクシィ」も収録されている。DVDには「カラフル×メロディ」のPVのほか、「カラフル×セクシィ」のPVを収録している。イラストはnezuki書き下ろしで、初回封入特典にはシールが付く。

## 収録曲
（全作詞：minato（流星P）、全作曲：doriko、全編曲・ボーカロイドプログラミング：OSTER project、全ギター：19's Sound Factory）
1. カラフル×メロディ
  - ちーむMOER feat.初音ミク&鏡音リン
2. カラフル×セクシィ
  - ちーむMOER feat.巡音ルカ&MEIKO
3. カラフル×メロディ（オリジナルカラオケ）
4. カラフル×セクシィ（オリジナルカラオケ）

DVD
1. カラフル×メロディ
2. カラフル×セクシィ

## 備考
添付のリーフレットに、『カラフル×メロディ』の歌詞が一部抜けているミスが発生している。